# Le Bout de la piste
Le Bout de la piste est le vingt-deuxième album de la série de bande dessinée Blueberry de Jean-Michel Charlier (scénario), Jean Giraud (dessin) et Janet Gale (couleurs). Publié pour la première fois en 1986, c'est le dernier album du cycle de La Réhabilitation de Blueberry (deux tomes).

## Résumé
Blueberry prend contact avec le général Dodge alors que ce dernier circule vers l'Ouest à bord d'un train. Il y présente les preuves de son innocence dans le vol de l'or des Confédérés. Ensuite, il se dirige vers Francisville pour capturer le directeur du pénitencier, Kelly. Cependant, des hommes complotent contre le président Grant et veulent à nouveau imputer à Blueberry la mort de Grant. Kelly est tué par l'un des comploteurs, mais Blueberry, Red Neck et MacClure savent qu'un complot est en cours et se dirigent vers un ranch pour y découvrir ce qui se trame. Blueberry y est capturé par Angel Face, ivre de vengeance, car défiguré lors d'un combat avec Blueberry. Le chef des comploteurs est le général Allister auquel Blueberry a déjà été confronté auparavant. Libéré grâce à l'aide de Red Neck et de MacClure, il prend connaissance du déroulement du complot et les trois hommes se dirigent vers les Montagnes Rocheuses où Grant circulera dans quelques jours à bord d'un train. Rendus sur place, Blueberry démontre définitivement à Grant son innocence. Plus tard, il tue Allister alors que ce dernier est face à Grant, le menaçant d'un revolver.

## Personnages principaux
- Blueberry : lieutenant de cavalerie qui tente de prouver qu'il est innocent du vol de l'or des Confédérés[note 1],[2].
- MacClure : vieil homme alcoolique[3] et « compagnon de plusieurs aventures de Blueberry »[4].
- Red Neck : « autre compagnon d'aventures de Blueberry »[5].
- Général Dodge : militaire américain que Blueberry convainc de son innocence dans le vol de l'or des Confédérés[6].
- Kelly : commandant d'un pénitencier où Blueberry a déjà séjourné[7].
- Angel Face : homme défiguré qui souhaite tuer Blueberry[8].
- Général Grant : président des États-Unis qui croit en Blueberry[9].
- Général Allister : militaire ayant déjà affronté Blueberry lors d'un cycle précédent[10] qui a mis en place un complot pour tuer Grant et s'emparer du pouvoir aux États-Unis[11].

## Éditions
- Le Bout de la piste, 1983, Novedi, 48 p.
- réédition Dupuis, collection « Repérages », 1992  (ISBN 2-8001-2017-7)
- réédition Dargaud, 2003